# Abancay (provincie)
| Abancay                                                  | Abancay                   |
| -------------------------------------------------------- | ------------------------- |
| Steagu provinciei                                        |                           |
| Harta localizării provinciei în cadrul regiunii Apurímac |                           |
| Informații generale                                      |                           |
| Nume nativ                                               | Provincia de Abancay      |
| Țară                                                     | Peru                      |
| Regiune                                                  | Apurímac                  |
| Primar                                                   | José Campos (2007-2010)   |
| - Capitală                                               | Abancay                   |
| - Suprafață totală                                       | 3447 km2                  |
| - Districte                                              | 9                         |
| Populație                                                |                           |
| An recensământ                                           | 2005                      |
| - Totală                                                 | 123 395                   |
| - Densitate                                              | 35,8/km2                  |
| Fus orar                                                 | UTC-5                     |
| Sit web                                                  | http://www.deabancay.com/ |
| UBIGEO                                                   | 0301                      |
| Modifică text                                            |                           |

Abancay este una dintre cele șapte provincii din regiunea Apurímac din Peru. Capitala este orașul Abancay. Se învecinează cu provinciile Andahuaylas, Cotabambas, Grau și Aymaraes, și cu regiunea Cuzco.

## Diviziune teritorială
Provincia este divizată în 9 districte (spaniolă: distritos, singular: distrito):
- Abancay
- Chacoche
- Circa
- Curahuasi
- Huanipaca
- Lambrama
- Pichirhua
- San Pedro de Cachora
- Tamburco

## Grupuri etnice
Provincia este locuită de către urmași ai populațiilor quechua. Limba spaniolă este limba care a fost învățată de către majoritatea populației (procent de 51,47%) în copilărie, 48,06% dintre locuitori au vorbit pentru prima dată quechua, iar 0,21% au folosit limba aymara. (Recensământul peruan din 2007)